# صناديد
صناديد إحدى قرى مركز طنطا التابع لمحافظة الغربية بجمهورية مصر العربية، ويجاورها قرى منشية جنزور وكفر الشيخ سليم وكفر صناديد وبابل.

## التاريخ
قرية صناديد من القرى القديمة، حيث وردت باسم «سناديد» في أعمال المنوفية ضمن قرى الروك الصلاحي التي أحصاها ابن مماتي في كتاب قوانين الدواوين. وردت باسم صناديد الحالي في تاريخ 1228هـ/1813م الذي عدّ قرى مصر بعد المسح الذي قام به محمد علي باشا باسم «صناديد». كانت القرية تتبع لمركز تلا في المنوفية حتى نقلت إدارتها إلى مركز طنطا بمحافظة الغربية في 6 أبريل 1955.

## التعليم
تصل نسبة الأمية في القرية إلى 41.51% بين من تجاوزوا العاشرة من عمرهم، بينما تبلغ نسبة من حصلوا على تعليم جامعي إلى 3.49% من جملة السكان.

## السكان
بلغ عدد سكان صناديد 20,926 نسمة حسب تقدير عام 2018. ذكر في تعداد 1986 أن القرية بها أقلية مسيحية.
| السنة  | 1882 | 1897 | 1907 | 1960 | 1976 | 1986   | 1996   | 2006   | 2018   |
| ------ | ---- | ---- | ---- | ---- | ---- | ------ | ------ | ------ | ------ |
| القرية | 2981 | 2718 | 4055 | 5315 | 7564 | 10,372 | 13,115 | 15,271 | 20,926 |